# SKYCovione
SKYCovione（スカイコビワン: GBP510）は、SKバイオサイエンスとワシントン大学タンパク質設計研究所が開発したCOVID-19ワクチン候補である。韓国初の国産COVID-19ワクチンで、GSKのAS03アジュバント技術を利用している。
第III相臨床試験には4,037名が参加している。この試験でGBP510の有効性と安全性が確認された場合、2022年前半に同ワクチンが承認される見込みである。
2022年4月29日、第III相臨床試験の結果、ワクチンが安全で有効と確認されたことが報告された。これは、オックスフォード・アストラゼネカCOVID-19ワクチンと比較して約3倍の抗体を誘発した。本ワクチンが医療規制当局から承認されれば、COVAXプログラムを通じて配布される予定である。韓国政府は、国内使用のために1,000万用量分を発注している。
ブースター用量試験も計画されている。ブースターは2回目の投与から6カ月後に投与される予定である。
2022年6月27日、韓国食品医薬品安全処は、SKバイオサイエンスのSKYCovioneに関する審査結果を発表し、承認するのに十分なデータであると述べた。韓国食品医薬品安全処によると、ワクチン関連の有害事象はワクチン群の13.3%で発生した。対照群では、有害事象の発生率は約14.6%で、ワクチン群と差はなかった。重篤な有害事象は、ワクチン群で0.5%、対照群で0.5%発生した。また、ワクチンとの関連性を否定できないの有害事象が1件あった。
2022年6月29日、韓国でSKYCovioneの使用が承認された。